# Harry Maybourne
El Coronel Harry Maybourne, (interpretado por Tom McBeath, temporadas 1-6, 8) es un personaje del universo Stargate.

## Biografía
Fue presentado en el episodio "Enigma" de la primera temporada como un coronel de las USAF y miembro del NID con lealtad y moralidad ambiguas. En "Bane", Maybourne lidera un comando del NID que pretende encontrar a Teal'c para estudiar el insecto que le ha infectado. Consigue enemistarse con el SG-1 tras varias operaciones con el NID en los eventos sucedidos en los episodios Touchstone, Foothold y Shades of Grey. Tras ser frustrado en sus turbios planes, Maybourne huye a Rusia dónde ayuda al Gobierno ruso a establecer su propio Programa Stargate, aunque posteriormente es capturado en el episodio de la cuarta temporada Watergate, declarado culpable de traición, y condenado a la silla eléctrica. Más tarde O'Neill contactaría con Maybourne en Chain Reaction para ayudarle a restablecer al General Hammond, quien fue chantajeado para renunciar a su cargo. Tras lograr la misión, Maybourne escapa y posteriormente ayudara a O'Neill en los episodios Desperate Measures y 48 Hours en el caso de Adrian Conrad. Maybourne engañó al SG-1 para que le llevasen a un planeta perdido Furling en Paradise Lost, y posteriormente decidió exiliarse en un planeta perdido. Cuando el SG-1 vuelve a coincidir con él en el episodio de la octava temporada It's Good To Be King, Maybourne lleva una vida ociosa como gobernante de un pueblo medieval, siendo conocido por el nombre de Rey Arkhan I. Aunque la gente más tarde descubre el engaño, le invitaron a que se siguiera quedando como su rey, pues su experiencia tecnológica había mejorado su nivel de vida, y el SG-1 regresa a la Tierra sin él.

## Concepción y motivaciones
La relación de Maybourne con Jack O'Neill varía drásticamente de enemigo a colaborador. Después de su detención, la mayoría de sus socios le dieron por muerto en la cárcel. O'Neill ayuda a Maybourne a escapar, si a su vez éste le conseguiría información para restablecer al General George Hammond de nuevo como líder del Comando Stargate. 
Desde sus primeras apariciones, hubo rumores de que el personaje de Maybourne estaba enamorado de Samantha Carter. En principio estaba previsto que apareciera una escena en la serie que describiera los sentimientos de Maybourne hacia Carter, pero dicha escena fue cortada de la edición.
Tom McBeath, que quería aparecer en la serie, llamó por teléfono a su agente, quien le dijo que debería pasar una audición para el papel de Maybourne. La audición tuvo lugar en Vancouver, Canadá. Después de la audición para el papel de Harry Maybourne, los productores revelaron que "tal vez" podría conseguir un lugar como un personaje recurrente en la serie. McBeath calificó a su papel como Maybourne al inicio de la serie de "aburrido", pero se alegró por el nuevo cambio en la dirección de personajes después de haber sido condenado por traición. McBeath también comentó que los escritores y los productores consideraban más "divertido" escribir sobre el personaje cuando éste comenzó a "liberarse".
McBeath declaró que no repetiría su personaje de Maybourne después de que Richard Dean Anderson dejara la serie en la temporada 8.